# 国民革命军陆军新编第六军
國民革命軍新編第六軍，簡稱新六軍。

## 抗战初期第九战区以湘西少数民族武装组建的新六军
1939年6月以湘西地方武装组建新编第六军：
- 军长：薛岳（第九战区司令长官兼）
- 副军长沈久成
- 暂编第5师：师长戴季韬（土家族，云南讲武堂第14期工兵科）
- 暂编第6师：师长龙云飞（苗族，民间领袖）

参加第一次长沙会战和1939年冬季攻势作战。1940年春该军撤销番号，暂编第5师拨隶国民革命军第七十三军，暂编第6师拨隶国民革命军第七十九军成为土木系部队。

## 抗戰
1938年10月新编第二十二师组建于湖南湘潭，由第二百师抽调部分军官加上湘赣军管区的新兵组建而成，首任师长是毕业于黄埔军校第二期工兵科的邱清泉。新二十二师隶属于新编第十一军。
1940年初昆仑关战役期间，邱清泉翻车负伤，由第一副师长廖耀湘接任。
1944年4月，为了加强印缅战场反攻力量，已经在滇越国境与驻印度支那日军对峙三年的五十四军第十四师和第五十师从云南省祥云县的云南驿机场空运至印度莱多的汀江机场。1944年8月，新一军奉命在缅北重镇密支那进行整编。以新编三十八师为基础，扩编为新一军；以新编二十二师为基础，扩编成新六军。辖新二十二师、第十四师、第五十师合编为新六军。廖耀湘任新六军军长，并获青天白日勋章一枚，新二十二师及其六十五团各获虎旗一面。
1944年10月，新六军刚刚出世，便和新一军从密支那、孟拱分头出发，向日军发起第二期缅北作战。1944年11月，豫湘桂会战中日军攻占贵州省独山县，渝、滇受到严重威胁。1944年12月，紧急空运新六军回国,在黔阳地区与侵入湘西南的日军进行过几次战斗，粉碎了敌人进占芷江机场的企图。只留下第五十师在缅甸继续扫荡残敌。1945年元旦，第五十师主力由东瓜南下，连克万好、南图、细包、乔梅，拔掉日军在缅北的最后几个据点，日本第三十三军宣告全军覆没，中国期待已久的国际交通线———中印公路全线开通。1945年1月28日，中国驻印军与中国远征军会师典礼在芒友隆重举行。 
新六军：
- 军长廖耀湘
- 新22师师长李涛，参谋长刘建章上校
  - 第六十四团熊杰上校
  - 第六十五团傅宗良上校
  - 第六十六团陈赝华上校
- 第14师师长龙天武，参谋长张羽仙上校
  - 第四十团王启瑞上校
  - 第四十一团萧豪上校
  - 第四十二团许颖上校

1945年3月，在云南曲靖青年军第207师拨归该军编制。1945年4月在湖南黔阳与进攻湘西的日军作战，包围了芷江机场。

## 第二次国共战争
抗战胜利后，新六军从芷江机场空运南京接收城市，参与了中国战区的日本投降仪式。
1946年2月8日，新六军在葫芦岛登陆，并迅速向台安、新民县推进，2月10日攻占台安、新民县，2月18日占领法库、大虎山和辽中县。辽东军区组织了辽中保卫战，其中沙岭战斗尤为著名。2月19日，新二十二师第66团在团长罗英指挥下，带领约2,000人推进至辽河以南的沙岭村。此时，辽东军区调集了第三、第四纵队8个团合围，并以2个旅在外围打援。尽管敌军火力强大，新66团依靠地形和强大火力顽强抵抗了两天三夜，造成新六军损失约700人，敌军伤亡2,100余人，使用了大量炮火。
沙岭战斗不仅提高了新六军的士气，也激发了辽东共军的斗志，并形成了“打仗要打新六军”的口号，辽东军区还创作了以此为主题的战歌《打仗要打新六军》，后来歌词被修改为《打仗专打新六军》，并演变为《白菜心》，将新六军比作“白菜心”。
1946年3月，新六军廖耀湘辖3个师36,468人，其新22师李涛驻新民，第14师龙天武驻辽中，第207师罗又伦驻沈阳铁西区。
1946年3月13日，新六军接收沈阳后，东北国军分三路进攻铁岭、四平、抚顺和辽南。
3月21日，新六军攻占辽阳后，兵分三路进攻本溪、鞍山、海城和营口。
5月3日攻占本溪后，杜聿明调动新六军北上支援四平前线的强攻，但未成功。
5月14日，新六军22师65团在李定一团长指挥下攻克南城子和威远堡门，成功突破东北民主联军的防线。
17日，新六军在空军和强大炮火掩护下，猛攻四平东侧的331.5高地和塔子山阵地。
5月18日，新22师攻占火石岭子，第十四师进入平岗。廖耀湘指挥全军以火石岭子为轴线向左旋回，准备切断敌军退路，继续进攻塔子山、梨树、赫尔苏和公主岭等地，为迂回四平左侧做准备。

### 后参加鞍海战役、新开岭战斗、临江进攻战役。
1947年5月30日，东北夏季攻势中新22师与四纵十师在清原县南山城子激战，被歼灭1,500人，丢弃所有重武器突围。1
在1947年6月23日的第三次四平战役中，新六军169师与4纵队在开原以东八棵树地区激战。
6月25日，169师在空军与炮火支援下全力争夺八棵树阵地，最终迫使4纵队主动撤退。新六军14师和22师绕过八棵树一线，迅速向马市堡、貂皮屯推进，并于6月29日到达莲花街。然而，2纵队的独立2师因力量不足未能有效配合3、4纵队形成钳击，未能割裂新六军。
6月30日，1纵队的1师发起攻击，占领莲花街，但未能取得决定性胜利。尽管新六军的主力反击未能取得重大成果，3、4纵队在貂皮屯、头营子、威远堡一线的反击也未形成有效突破，导致新六军迅速收缩。
7月，新六军14师在开原县遭遇伏击，损失了3个营和2个连。

1947年8月，廖耀湘升任第9兵团司令。新六军建制为：
- 军长李涛
- 新22师师长罗英
- 青年军第207师师长罗又伦
- 第14师师长龙天武

1947年11月，东北国军整编，新六军原辖第14师调出，扩编为国民革命军新编第三军；青年军第207师改隶东北剿匪总司令部。另以东北交警第13、第14总队编为第169师调入该军，张羽仙任师长；这个师一开始是两旅四团编制。组建了暂编第62师调归新六军。该师三个团分别是东保特务团---原200师598团、169师4团制变3团制多出来的1个团、新6军军直工兵营搜索营和辎重营抽调官兵加上补充兵组建的一个团。因而暂编62师是标准的中央军嫡系。1947年11月10日新六军暂编62师进占法库县城。

### 东北冬季攻势
1947年12月15日，暂编第62师被围困在法库县城，新22师从铁岭出发进行援救。在沙后所战斗中，新22师64团与东北民主联军2纵4师交战，双方未分出胜负。
2月14日，暂62师师长刘梓皋求援，李涛指示新22师支援并要求暂62师坚守两日。
2月17日，新22师发动猛攻后，暂62师突然通过北门向开原和昌图逃窜。追击的共军在昌图包围并歼灭了暂62师，造成1,200人阵亡，6,000人俘虏。
2月19日，刘梓皋成功逃至开原，新22师撤回铁岭，暂62师残余部队并入新六军。
1948年9月，暂编、新编番号取消，新编第六军改番号为89军，新编第22师改番号为第240师，并将暂编第62师改番号为第296师。
1948年10月辽沈战役的辽西会战中新六军率新22师、169师溃散覆灭。1948年11月第296师改隶第52军，从葫芦岛海运上海。1949年2月24日由无锡移驻苏州，师部驻虎丘，师长刘梓皋。4月23日离苏。5月27日296师调金门撤销。